# Micropholcus dhahran
Espèce
Micropholcus dhahran est une espèce d'araignées aranéomorphes de la famille des Pholcidae.

## Distribution
Cette espèce est endémique de la province d'Asir en Arabie saoudite,. Elle se rencontre vers Dhahran Al Janub.

## Description
Le mâle holotype mesure 2,5 mm.

## Systématique et taxinomie
Cette espèce a été décrite par Huber en 2024.

## Étymologie
Son nom d'espèce lui a été donné en référence au lieu de sa découverte, Dhahran Al Janub.

## Publication originale
- Huber & Meng, 2024 : « Old World Micropholcus spiders, with first records of acrocerid parasitoids in Pholcidae (Araneae). » ZooKeys, vol. 1213, p. 95-182 (texte intégral).